# Roberto Sighel
Roberto Sighel (Miola di Pinè, 17 februari 1967) is een voormalig Italiaans schaatser.

## Biografie
Sighel heeft aan vijf Olympische Spelen deelgenomen, van Calgary 1988 tot aan Salt Lake City 2002. In deze Spelen heeft hij drie maal de zevende plaats gehaald. Hij was echter succesvoller bij het all-round schaatsen, waar hij een gouden (Calgary 1992), een zilveren, en twee bronzen medailles heeft gewonnen.
Tijdens de allround wereldkampioenschappen in Baselga di Pinè in februari 1995, werd Sighel gesponsord door de voormalige Nederlandse gemeente Dwingeloo. Sighel werd derde, na Keiji Shirahata (zilver) en Rintje Ritsma (goud)
Sighel was de houder van het werelduurrecord, gehaald in Calgary in 1999 met een afstand van 41,041 km. In 2004 verbeterde Henk Angenent het record met ruim 600 meter.

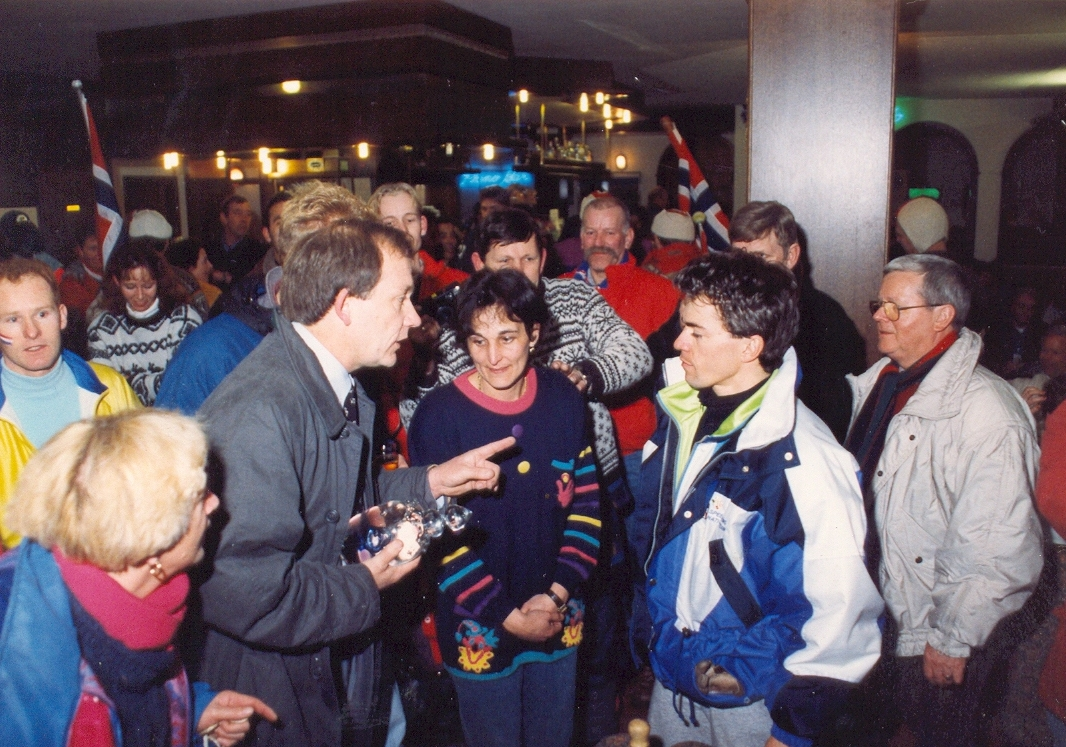
Burgemeester van Dwingeloo Hans van der Laan in gesprek met Roberto Sighel

Na het Olympisch jaar van 2002 nam Sighel na 15 jaar afscheid van het internationale schaatsen. Na 2002 deed de Italiaan nog wel mee met nationale kampioenschappen en werd in 2004 zowaar nog tweede bij de sprintkampioenschappen, maar zijn totaal van 16 allround- en 6 sprinttitels heeft hij niet meer kunnen uitbreiden.
Hij heeft een dochter, Arianna, en een zoon, Pietro, beiden actief in de shorttracksport.

## Records

### Persoonlijke records
| Afstand      | Tijd     | Datum            | Baan           |
| ------------ | -------- | ---------------- | -------------- |
| 500 meter    | 36,93    | 15 maart 2002    | Heerenveen     |
| 1000 meter   | 1.12,92  | 26 januari 1999  | Collalbo       |
| 1500 meter   | 1.47,47  | 29 maart 1998    | Calgary        |
| 3000 meter   | 3.46,80  | 19 maart 1999    | Calgary        |
| 5000 meter   | 6.25,11  | 9 februari 2002  | Salt Lake City |
| 10.000 meter | 13.26,19 | 22 februari 2002 | Salt Lake City |

### Wereldrecords
| Nr. | Afstand         | Punten/Afstand | Datum         | Baan    |
| --- | --------------- | -------------- | ------------- | ------- |
| 1.  | Grote vierkamp  | 157,150        | 22 maart 1992 | Calgary |
| 2.  | Werelduurrecord | 41.040,54 m*   | 24 maart 1999 | Calgary |

| * | = officieus wereldrecord |

## Resultaten
| Jaar | IK Sprint | IK Allround | EK Allround | Olympische Spelen                        | WK Afstanden                 | WK Allround | WK Sprint | WK Junioren |
| ---- | --------- | ----------- | ----------- | ---------------------------------------- | ---------------------------- | ----------- | --------- | ----------- |
| 1984 |           |             |             |                                          |                              |             |           | NC31        |
| 1985 |           |             |             |                                          |                              |             | NC31      |             |
| 1986 |           | Goud        |             |                                          |                              |             |           |             |
| 1987 |           | Goud        | NC23        | NC28                                     | -                            |             |           |             |
| 1988 |           | Goud        | 6e          | 11e 5000m 7e 10.000m                     | 6e                           | -           |           |             |
| 1989 | Goud      | Goud        | 5e          |                                          | 15e                          | 24e         |           |             |
| 1990 |           | Goud        | 7e          | NS2                                      | -                            |             |           |             |
| 1991 |           | Goud        | 10e         | Zilver                                   | -                            |             |           |             |
| 1992 | Goud      | Goud        | 8e          | 11e 1500m 14e 5000m 9e 10.000m           | Goud                         | -           |           |             |
| 1993 | Goud      | Goud        | 5e          |                                          | 6e                           | -           |           |             |
| 1994 |           | Goud        | -           | 25e 1000m 12e 1500m 15e 5000m 15e 10000m | NC13                         | -           |           |             |
| 1995 | Goud      | Goud        | Brons       |                                          | Brons                        | -           |           |             |
| 1996 | Goud      | Zilver      | 5e          | 10e 1500m 16e 5000m                      | NC13                         | -           |           |             |
| 1997 | Goud      | Goud        | 4e          | -                                        | NC22                         | -           |           |             |
| 1998 |           | Goud        | Zilver      | 9e 5000m 9e 10.000m                      | 1500m · 7e 5000m · 6e 10000m | Brons       | -         |             |
| 1999 |           | Goud        | Zilver      |                                          | 7e 1500m 7e 5000m DQ 10.000m | 4e          | -         |             |
| 2000 |           | Goud        | 4e          | 11e 1500m 8e 5000m 7e 10.000m            | 5e                           | -           |           |             |
| 2001 |           | Goud        | 6e          | 22e 1500m 12e 5000m                      | NC19                         | -           |           |             |
| 2002 |           | Goud        | 7e          | 31e 1500m 7e 5000m 7e 10.000m            |                              | 7e          | -         |             |
| 2003 |           | NC7         | -           |                                          | -                            | -           | -         |             |
| 2004 | Zilver    | -           | -           | -                                        | -                            |             |           |             |

- = geen deelname
DQ = gediskwalificeerd
NC# = niet gekwalificeerd voor de laatste afstand, maar wel als # geklasseerd in de eindrangschikking
NS2 = niet gestart bij de tweede afstand

### Medaillespiegel
| Kampioenschap     | Goud | Zilver | Brons |
| ----------------- | ---- | ------ | ----- |
| IK Sprint         | 6    | 1      | 0     |
| IK Allround       | 16   | 1      | 0     |
| EK Allround       | 0    | 2      | 1     |
| Olympische Spelen | 0    | 0      | 0     |
| WK Afstanden      | 0    | 0      | 1     |
| WK Allround       | 1    | 1      | 2     |
| WK Sprint         | 0    | 0      | 0     |
| WK Junioren       | 0    | 0      | 0     |